# Michel Lapidus
Pour les articles homonymes, voir Lapidus.
Michel Lapidus, né le 4 juillet 1956 est un mathématicien américain d’origines française et juive marocaine qui se spécialise dans la physique mathématique, analyse fonctionnelle et harmonique, analyse géométrique, équations aux dérivées partielles (EDP), systèmes dynamiques, géométrie spectrale, géométrie fractale, connexions avec la théorie des nombres, géométrie arithmétique et géométrie non commutative.

## Biographie
Michel Laurent Lapidus est né à Casablanca, en 1956. Son père, Serge Lapidus, né à Białystok (Pologne) en 1924, immigre très jeune en France. Sa mère, Myriam Gisèle Bénathar, née à Casablanca, est la fille d'Hélène Cazès-Benatar (1898-1979), la première avocate du Maroc. Il a deux sœurs, Sylvie Hanus et Muriel Knittel.
Il épouse Odile avec qui il a deux enfants, Julie et Michaël.
Il est naturalisé américain en 1988 et habite Riverside en Californie.

## Formation et carrière universitaire
Michel Lapidus fait ses études et obtient son doctorat de mathématiques à l’université Pierre-et-Marie-Curie (Paris VI), le doctorat du 3e cycle en 1980 et le doctorat d’État en 1986. Ses directeurs de thèse sont Haïm Brezis et Gustave Choquet.
Michel Lapidus enseigne depuis 1980 dans différentes universités américaines:
- professeur adjoint à l'université de Californie du Sud (USC) à Los Angeles (1980-1985).
- professeur associé à l'université de Géorgie à Athens (1986-1990)
- depuis 1990, professeur à l'université de Californie à Riverside, avec la distinction "distinguished professor" depuis 2016.

De plus, il est professeur invité dans de nombreuses universités aux États-Unis et dans le reste du monde, entre autres :
- Université de l'Iowa à Iowa City (1985-1986)
- Université Yale à New Haven (1990-1991)
- Université de Rome (Italie), à plusieurs reprises
- Université de Copenhague (Danemark), à plusieurs reprises
- Université d'Oxford en Angleterre (juillet 2001)
- Université Pierre-et-Marie-Curie (Paris-VI)
- Université Paris-Diderot (Paris-VII)
- Université hébraïque de Jérusalem (Israël)

## Recherche
Il est nommé associé de recherche à l’université Paris VI (1978-1980), puis à l’université de Californie à Berkeley (1979-1980).
Il est membre du Mathematical Sciences Research Institute (MSRI) à Berkeley de 1984 à 1985, puis en 1999 et en 2001.
Il reçoit l'habilitation à diriger des recherches, à l’Université Pierre-et-Marie-Curie (Paris VI), en 1987.
Il est membre du Isaac Newton Institute for Mathematical Sciences (en) à l'université de Cambridge (Angleterre), pendant le printemps 1999.
Il est membre de l'Institut des hautes études scientifiques (IHES) à Bures-sur-Yvette (Essonne), de 1994 à 1995 et à plusieurs reprises entre 1995 et 1998.
Il est membre de l'Institut Henri-Poincaré (IHP) à Paris (printemps 2003)

## Bourses, prix et distinctions
- Bourse de recherche DGRST, université Pierre-et-Marie-Curie (Paris VI) (1978-1980)
- Georges Lurcy Fellowship de l'université de Californie à Berkeley (1979-1980)
- Élu membre de l'Association américaine pour l'avancement des sciences (AAAS) (septembre 2000)
- Membre de la Société mathématique américaine (AMS), depuis 2002